# Viacheslav Pozdniakov
Viacheslav Vladímirovich Pozdniakov –en ruso, Вячеслав Владимирович Поздняков– (Yaroslavl, 17 de junio de 1978) es un deportista ruso que compitió en esgrima, especialista en la modalidad de florete.
Participó en los Juegos Olímpicos de Atenas 2004, obteniendo una medalla de bronce en la prueba por equipos (junto con Renal Ganeyev, Yuri Molchan y Ruslan Nasibulin).
Ganó dos medallas en el Campeonato Europeo de Esgrima, oro en 2004 y bronce en 2003.

## Palmarés internacional
| Juegos Olímpicos   | Juegos Olímpicos       | Juegos Olímpicos  | Juegos Olímpicos    |
| Año                | Lugar                  | Medalla           | Prueba              |
| ------------------ | ---------------------- | ----------------- | ------------------- |
| 2004               | Atenas (Grecia)        | Medalla de bronce | Florete por equipos |
| Campeonato Europeo |                        |                   |                     |
| Año                | Lugar                  | Medalla           | Prueba              |
| 2003               | Bourges (Francia)      | Medalla de bronce | Florete por equipos |
| 2004               | Copenhague (Dinamarca) | Medalla de oro    | Florete por equipos |